# Pedara
Pedara (Pirara in siciliano) è un comune italiano di 15 407 abitanti della città metropolitana di Catania in Sicilia.

## Geografia fisica
Pedara si trova alle falde dell'Etna ed è situata fra i comuni di Trecastagni, Nicolosi, San Giovanni La Punta, Tremestieri Etneo e Zafferana Etnea in provincia di Catania.

## Origini del nome
Non esistono precise indicazioni etimologiche: le ipotesi più probabili ci conducono prima al nome di Epidauros (in greco antico: Επίδαυρος?), città greca del Peloponneso da cui, secoli fa, partì una colonia per la Sicilia; dopo al latino Apud Aram o Ad pedes arae, ossia "ai piedi dell'ara", con riferimenti a fatti mitologici relativi ai resti di una costruzione (un altare) esistente sull'Etna e consacrata a Giove Etneo che, per anni, fu simbolo del Comune. Ecco perché la strada principale del paese è denominata corso Ara di Giove. Altre origini potrebbero essere il fatto che l'abitato sta "ai piedi" (del vulcano) o improbabilmente la presenza di molti alberi di pero nella parte bassa del paese.

## Storia
La storia di Pedara comincia a delinearsi dopo l'arrivo del Normanni. Successivamente, nel 1388, il vescovo della diocesi autorizzò gli abitanti a costruire la prima chiesa parrocchiale, dedicata alla Vergine Maria. L'evento costituì la nascita di una delle prime comunità cristiane della zona.
Durante il XIV secolo, però, a seguito di due catastrofiche eruzioni che avevano sommerso i loro campi, i pedaresi cominciarono a trasferirsi gradualmente più a valle e nell'attuale sito diedero vita alla nuova Pedara.
Nel 1641 il casale, che era amministrato dal Senato di Catania, fu venduto alla famiglia messinese Di Giovanni. Per circa 50 anni il paese visse il periodo più florido della propria storia: divenuta baronia, in breve tempo si definì un rilevante centro di attività economica e sociale.
Risollevatasi con enormi sacrifici dopo i danni della terrificante eruzione del 1669, qualche anno più tardi la popolazione fu di nuovo colpita duramente da un'altra catastrofe. L'11 gennaio 1693 il più violento terremoto che la storia locale ricordi, in pochi secondi, distrusse molti centri abitati della Sicilia orientale, frenando irrimediabilmente il loro sviluppo. L'uomo di fiducia dei Di Giovanni, don Diego Pappalardo, sacerdote pedarese e cappellano conventuale dell'Ordine Gerosolimitano di Malta, ricostruì in meno di vent'anni e per ben due volte la Chiesa Madre di Santa Caterina, oggi Basilica pontificia, e incoraggiò gli abitanti per una rapida riedificazione del paese che poté concludersi dopo oltre 10 anni.
Carestia e miseria segnarono l'ultima parte del XVIII secolo, che vide l'affermarsi della borghesia terriera. L'abolizione della giurisdizione feudale siciliana del 1812 e la successiva riforma amministrativa borbonica significarono per Pedara l'inizio di una nuova trasformazione. Nel 1817, grazie al decreto emanato a Napoli da re Ferdinando IV, il paese divenne comune autonomo e la nuova realtà politica ed amministrativa permise alla comunità di emergere dall'oblio.
Il XIX ed il XX secolo furono caratterizzati soprattutto da un notevole sviluppo urbano ed edilizio che, nel tempo, determinò la perdita di ampie aree agricole e boschive e la conseguente creazione di nuove zone abitate.

### Simboli
Lo stemma e il gonfalone del comune di Pedara sono stati concessi con decreto del presidente della Repubblica del 21 gennaio 2009.
Il gonfalone è un drappo di bianco con la bordatura di azzurro.

## Monumenti e luoghi d'interesse

### Architetture religiose
La maggior parte dei beni culturali presenti nella cittadina di Pedara sono stati ricostruiti dopo il terremoto del Val di Noto del 1693, che distrusse anche Pedara causando centinaia di vittime. 
- Basilica di santa Caterina (chiesa madre di Pedara) (quartiere piazza) elevata basilica minore pontificia da Papa Giovanni Paolo II il 16 aprile 1996.
- Santuario di Maria Santissima Annunziata (quartiere Maria Santissima annunziata), nel 1971 viene elevato santuario mariano arcidiocesano.
- Chiesa parrocchiale di Sant'Antonio Abate (quartiere Sant'Antonio), seconda parrocchia del centro storico dal 1943.
- Chiesa parrocchiale di Maria Santissima immacolata (contrada Tremestieri-Pedara), divenne parrocchia nei primi anni '90.
- Chiesa di San Biagio (quartiere San Biagio o Custera).
- Chiesa della Madonna delle Grazie.
- Chiesa della Madonna della Stella.
- Chiesa di San Vito (quartiere San Vito).
- Chiesa Santa Maria di Tremonti (contrada Tremonti).
- Regina dei santi martiri Alfio Filadelfo e Cirino, chiesetta di campagna situata tra contrada Tarderia/Cozzarelle e eremo Santa Emilia, al confine con il territorio di Trecastagni
- Altarino-edicola votiva dedicato a Maria Santissima Annunziata.
- Cappella votiva della Madonna delle Lacrime, situata sul monte Troina.
- Oratorio Salesiano di San Giuseppe.

## Società

### Evoluzione demografica

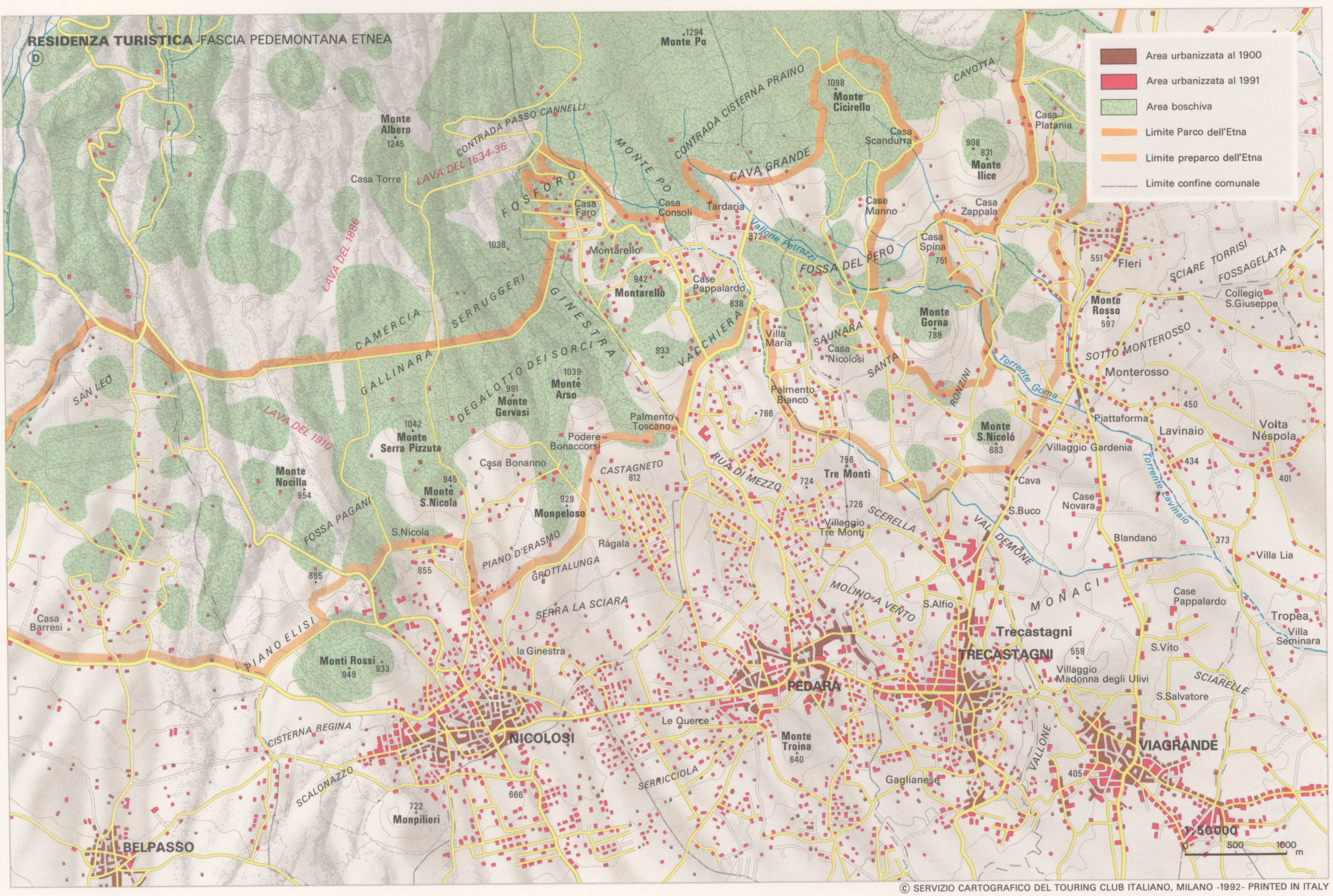
Evoluzione della fascia pedemontana etnea

Abitanti censiti

### Religione
La religione più diffusa tra la popolazione di Pedara è il cattolicesimo e le parrocchie che sorgono nel suo territorio fanno parte del XI Vicariato paesi zona del bosco dell'arcidiocesi di Catania.
La cittadina ha come patrona Maria Santissima Annunziata; un culto nei confronti della Vergine molto sentito dai pedaresi, i quali il 15 giugno 1388 ottennero dal vescovo di Catania Simone del Pozzo l'autorizzazione per costruire la prima chiesa parrocchiale ad essa intitolata. I giorni festivi sono il 25 marzo e la seconda domenica di settembre.
Sono presenti a Pedara altre due comunità religiose: quella della chiesa evangelica apostolica e quella dei testimoni di Geova.

### Etnie e minoranze straniere
Gli stranieri residenti a Pedara sono 219 e rappresentano l'1,5% della popolazione residente.
La comunità straniera più numerosa è quella proveniente dalla Romania con il 26,9% di tutti gli stranieri presenti sul territorio, seguita dallo Sri Lanka (ex Ceylon) (12,3%) e dagli Stati Uniti d'America (10,5%).

## Cultura

### Istruzione
Sono presenti tre scuole per l'infanzia, tre scuole primarie, una scuola media di primo grado e una succursale dell'Alberghiero di Nicolosi all'interno dei locali dell'istituto salesiano di San Giuseppe. 

### Musei
- Domus caritatis di Giuseppina Faro. Casa natale di Giuseppina Faro, serva di Dio pedarese, sita in via Filadelfo Faro.

## Economia

### Turismo
Durante il periodo estivo si registra un flusso turistico molto più elevato, tuttavia esso è presente durante tutto l'anno anche grazie ai numerosi stranieri che sono di passaggio per l'Etna e anche grazie al suo ricco patrimonio storico culturale non solo dal punto di vista architettonico e artistico ma anche dal punto di vista enogastronomico grazie alle sue specialità culinarie tipiche del territorio. Nella parte più a nord si trova l'antico borgo rurale di Tarderia, immerso in un'ampia estensione di castagneti con flora montana ed essenze arboree alpine. Da Pedara si raggiunge facilmente l'Etna (circa 15 km). Lungo la strada provinciale per l'Etna si trova la contrada Salto del Cane, in cui risiede un antico cratere spento con area attrezzata (Punto Base per l'Escursionismo del Parco dell'Etna).

## Amministrazione
| Periodo          | Periodo          | Primo cittadino     | Partito                             | Carica  | Note  |
| ---------------- | ---------------- | ------------------- | ----------------------------------- | ------- | ----- |
| 13 novembre 1987 | 27 maggio 1989   | Carmelo Fallica     | Democrazia Cristiana                | Sindaco | [ 7 ] |
| 3 luglio 1989    | 23 giugno 1993   | Nunzio Rapisarda    | Democrazia Cristiana                | Sindaco | [ 7 ] |
| 6 dicembre 1993  | 1º dicembre 1997 | Rosario Pulvirenti  | Democrazia Cristiana                | Sindaco | [ 7 ] |
| 1º dicembre 1997 | 28 maggio 2002   | Rosario Pulvirenti  | centro                              | Sindaco | [ 7 ] |
| 28 maggio 2002   | 1º giugno 2004   | Giuseppe Pappalardo | lista civica                        | Sindaco | [ 7 ] |
| 17 maggio 2005   | 1º giugno 2010   | Anthony Barbagallo  | Unione di Centro                    | Sindaco | [ 7 ] |
| 1º giugno 2010   | 3 giugno 2015    | Anthony Barbagallo  | Partito Democratico                 | Sindaco | [ 7 ] |
| 3 giugno 2015    | 8 ottobre 2020   | Antonio Fallica     | Partito Democratico e liste civiche | Sindaco | [ 7 ] |
| 8 ottobre 2020   | in carica        | Alfio Cristaudo     | lista civica di centro-sinistra     | Sindaco | [ 7 ] |

Il comune di Pedara fa parte della regione agraria n.7 (Colline litoranee di Acireale).

### Gemellaggi
- La Valletta[9]

- Zurrieq[9]

## Media cinema e televisione
Nella cittadina sono stati girati diversi film:
- Un bellissimo novembre, regia di Mauro Bolognini, tratto dall'omonimo romanzo di Ercole Patti.
- La donna della luna, regia di Vito Zagarrio.
- Squadra antimafia - Palermo oggi, regia di Pietro Valsecchi.

## Sport
La principale squadra di calcio è lo Sporting Pedara, che disputa le proprie partite allo stadio comunale. L'altra squadra cittadina è il Pedara Calcio che gioca invece le sue partite allo stadio comunale di Tremestieri Etneo.